# Al-Muwaqqar
Qasr al-Muwaqqar (även Quṣayr al-Muwaqqar och al-Muwaqqar, arabiska قصر الموقر) är en ökenborg i södra
Jordanien. Det är ett av de kvarvarande Ökenslotten i Jordanien. Qasr betyder palats eller borg.

## Byggnaden
Ökenslottet ligger i Huvudstadsprovinsen, i orten al-Muwaqqar cirka 30 km sydöst om huvudstaden Amman och cirka 15 km nordöst om al-Qastal. Slottet är det minst bevarade av de kvarvarande Ökenslotten.
Byggnaden ligger på en liten kulle och är i stort helt förstörd. Byggnaden mätte cirka  65 meter x 39 meter och hade 8 cirka 4 meter breda tunnvalv och med en omgivande mur och 3 vakttorn. Det fanns en central huvudbyggnad. Man har hittat 8 dekorerade stenkolonner varav flera hade Akantusornament och 1 hade inskriptioner i kufisk skrift. Det finns också lämningar efter 18 cisterner.
Sydöst om byggnaden finns lämningar efter ett stort vattenmagasin.
Cirka 20 km nordöst om Muwaqqar ligger ytterligare ett ökenslott, Qasr Mushash (även Qaşr al-Mushāsh, arabiska قصر مشاش, koordinater 31°48′49″N 36°19′06″Ö / 31.81361°N 36.31833°Ö).

## Historia
Qasr Muwaqqar uppfördes under umayyadernas kalifat under kalifen Yazid II kring år 723. På en bevarad kolonn anges Abdallah ibn Sulaym som arkitekt. Bygget fungerade troligen som en central karavanstation.
1889 besöktes platsen av forskarna Alfred von Domaszewski och Rudolf Ernst Brünnow platsen och 1901 besökte även österrikisk-ungerske upptäcktsresande Alois Musil platsen.
Delar av de dekorerade stenföremålen finns idag i National Archaeological Museum i Amman.